# Thug Motivation 103: Hustlerz Ambition
Thug Motivation 103: Hustlerz Ambition je četvrti studijski album američkog repera Young Jeezyja. Album je objavljen 20. prosinca 2011. godine preko diskografskih kuća Def Jam Recordings i Corporate Thugz. Sadrži pet singlova "Lose My Mind", "Ballin'", "F.A.M.E.", "I Do" i "Leave You Alone". Gosti na albumu su T.I., 2 Chainz, Ne-Yo, Jay Z, Snoop Dogg i mnogi drugi.
Album je bio otkazivan skoro dvije godine, propuštajući nekoliko datuma kada je trebao biti objavljen, a to je sve bilo odbijeno od strane Def Jam Recordingsa. Tijekom srpnja 2011. godine, Jeezy je najavio kako će album biti objavljen 20. prosinca.
Album je na top ljestvici Billboard 200 debitirao na poziciji broj tri. U prvom tjednu u Sjedinjenim Američkim Državama prodan je u 233.000 primjeraka. Album je zaradio zlatnu certifikaciju i do danas je prodan u 580.000 primjeraka u Sjedinjenim Američkim Državama.

## Popis pjesama
| Br. | Skladba                                                                | Producent             | Trajanje |
| --- | ---------------------------------------------------------------------- | --------------------- | -------- |
| 1.  | »Waiting«                                                              | Lil' Lody             | 3:30     |
| 2.  | »What I Do (Just Like That)«                                           | Drumma Boy            | 4:17     |
| 3.  | »OJ« (featuring Fabolous & Jadakiss)                                   | Lil' Lody             | 4:04     |
| 4.  | »Nothing«                                                              | Lil' Lody             | 4:03     |
| 5.  | »Way Too Gone« (featuring Future)                                      | Mike Will, Marz       | 4:48     |
| 6.  | »SupaFreak« (featuring 2 Chainz)                                       | D. Rich               | 4:26     |
| 7.  | »All We Do«                                                            | Midnight Black        | 5:04     |
| 8.  | »Leave You Alone« (featuring Ne-Yo)                                    | Warren G              | 5:29     |
| 9.  | »Everythang«                                                           | Lil' Lody             | 3:38     |
| 10. | »Trapped« (featuring Jill Scott)                                       | J.U.S.T.I.C.E. League | 3:58     |
| 11. | »F.A.M.E.« (featuring T.I.)                                            | J.U.S.T.I.C.E. League | 4:08     |
| 12. | »I Do« (featuring Jay Z & André 3000)                                  | M16                   | 5:12     |
| 13. | »Higher Learning« (featuring Snoop Dogg, Devin the Dude & Mitchelle'l) | Mike Dupree, Lil' C   | 3:44     |
| 14. | »This One's for You« (featuring Trick Daddy)                           | Lil' Lody             | 5:26     |

| 15. | ».38« (featuring Freddie Gibbs)  | Lil' Lody  | 5:05 |
| 16. | »Ballin'« (featuring Lil Wayne)  | Lil' Lody  | 4:44 |
| 17. | »Lose My Mind« (featuring Plies) | Drumma Boy | 4:02 |
| 18. | »Never Be the Same«              | Lil' Lody  | 4:01 |

## Top ljestvice i certifikacije
| Top ljestvica (2011. – 2012.)  | Završna pozicija |
| ------------------------------ | ---------------- |
| Kanada (Canadian Albums Chart) | 45               |
| SAD (Billboard 200)            | 3                |
| SAD (R&B/Hip-Hop Albums)       | 1                |
| SAD (Rap Albums)               | 1                |

| Država                     | Provider | Certifikacija |
| -------------------------- | -------- | ------------- |
| Sjedinjene Američke Države | RIAA     | zlatna        |

## Vanjske poveznice
- Thug Motivation 103: Hustlerz Ambition na Allmusicu
- Thug Motivation 103: Hustlerz Ambition na Discogsu